# Namakwanus irishi
Namakwanus irishi is een keversoort uit de familie bladsprietkevers (Scarabaeidae). De wetenschappelijke naam van de soort is voor het eerst geldig gepubliceerd in 1987 door Scholtz & Howden.